# Алый терский
Алый терский (Алый казачий, Кизлярский алый) — технический сорт винограда среднепозднего периода созревания. Используется для производства сухих вин, коньяков, бренди и виноградной водки. 

## География
Относится к группе сортов бассейна Черного моря. Распространялся в другие регионы из Кизляра. Алый терский характеризуется большим выходом сусла, что хорошо подходит для спиртокурения. Сорт в основном используется Кизлярским коньячным заводом и заводом "Жемчужина Ставрополья" для производства виноградной водки, крепких вин, коньяков и бренди. Урожай этого сорта используется в свежем виде.

## Биология
Листья крупные, слегка овальные или округлые, глубокорассеченные, пятилопастные с небольшими вырезками. Цветок обоеполный. Гроздь средняя и крупная, ширококоническая или неправильная, часто ветвистая, рыхлая. Ягоды мелкие и средние, округлые, темно-синие, ножка ягоды длинная. Кожица средней толщины, мякоть сочная.  
Период от начала распускания почек до технической зрелости ягод 140—150 дней при сумме активных темп-р 3020°— 3050°С. Кусты сильнорослые. Урожайность высокая, устойчивая (150—180 ц/га, а в благодарные годы до 250 ц/га и выше) при сахаристости 15-18 г/100см³. Устойчивость к оидиуму средняя, относительно устойчив к мильдью.